# Dinotrema digitatum
Dinotrema digitatum är en stekelart som beskrevs av Robert A.Wharton 2002. Dinotrema digitatum ingår i släktet Dinotrema och familjen bracksteklar. Inga underarter finns listade i Catalogue of Life.